# 憲兵指揮部刑事鑑識中心
憲兵指揮部刑事鑑識中心（Forensic Science Center）是中華民國國防部憲兵指揮部下轄的單位，設立於1987年7月1日，主要任務在協助軍法、司法審判及檢察機關進行犯罪證物疑物鑑識及重大刑案現場勘查，目前已被中華民國法務部列為刑案偵辦證物鑑識囑託機關，並與內政部警政署刑事警察局及法務部調查局並列為中華民國三大刑事鑑驗單位。

## 組織
數位鑑識組
主要負責鑑驗項目：
- 桌上型電腦鑑定
- 筆記型電腦鑑定
- 行動電話鑑定
- 數位儲存裝置鑑定

化學鑑識組
主要負責鑑驗項目：
- 毒品鑑定
- 尿液中毒品代謝成分鑑定
- 爆裂物成分鑑定

物理鑑識組
主要負責鑑驗項目：
- 筆跡案件鑑定
- 印文案件鑑定
- 指紋案件鑑定
- 測謊案

現場勘查組
負責勘查項目：
- 死亡案
- 槍擊案
- 竊盜案
- 火災及爆炸案

## 裝備
- 偏光顯微鏡
- 高效毛細管電泳儀
- 紅外線光譜儀
- 微量金屬測定儀
- 感應耦合電漿原子發射光譜儀
- 氣相層析儀

## 鑑識項目
- 毒品鑑析
- 尿液中毒品代謝成分鑑析
- 爆裂物成分鑑析
- 筆跡比對鑑析
- 印文比對鑑析
- 指紋比對鑑析
- 槍彈比對鑑析
- 測謊測試
- 現場勘查
- 桌上型電腦鑑定
- 筆記型電腦鑑定
- 行動電話鑑定
- 數位儲存裝置鑑定

## 外部連結
- 刑事鑑識中心 （页面存档备份，存于）